# 加菲爾德 (堪薩斯州)
加菲爾德（Garfield）為美國堪薩斯州波尼縣的一座城市。根據2010年美國人口普查，此城市人口有190人。

## 歷史
加菲爾德以美國第20任總統詹姆斯·艾布拉姆·加菲尔德為名。
此城市首座郵政局於1873年開設。

## 地理
加菲爾德坐落在北緯38度4分35秒、西經99度14分42秒（亦可表示成38.076310, -99.244994）。根據美国人口调查局的資料，此城市總面積為0.54平方英里（1.40平方），全境皆為陸地。

## 人口統計
| 调查年                | 人口 | 备注  | %±     |
| --------------------- | ---- | ----- | ------ |
| 1910                  | 333  |       | —      |
| 1920                  | 368  |       | 10.5%  |
| 1930                  | 451  |       | 22.6%  |
| 1940                  | 335  |       | −25.7% |
| 1950                  | 297  |       | −11.3% |
| 1960                  | 278  |       | −6.4%  |
| 1970                  | 261  |       | −6.1%  |
| 1980                  | 277  |       | 6.1%   |
| 1990                  | 236  |       | −14.8% |
| 2000                  | 198  |       | −16.1% |
| 2010                  | 190  |       | −4.0%  |
| 2015年估计            | 185  | [ 3 ] | −2.6%  |
| U.S. Decennial Census |      |       |        |

### 2010年普查
據2010年人口普查，此城市人口有190人，戶數82戶，49個家庭。人口密度為135.9人/每平方公里（351.9人/每平方英里）。此城市有102棟住宅，平均每平方公里有72.9棟住宅。此城市居民之種族中，白人佔92.6%，美洲原住民佔2.1%，混血種族則佔5.3%。而西班牙裔或拉丁裔美國人佔此城市人口的6.8%。
此城市之戶籍數計有82戶。其中擁有18歲以下孩童的住戶佔17.1%；已婚夫婦且同居的住戶佔52.4%，住戶為女性單親者佔6.1%；住戶為男性單親者佔1.2%；住戶並非一個家庭的佔40.2%。住戶為獨自一人居住的佔全戶之32.9%，其中有21.9%為65歲或以上之獨居老人。每戶住戶平均成員人數為2.32人，每個家庭平均成員人數則是2.90人。
此城市居民之年齡中位數為49.4歲。以年齡層分類，年齡未滿18歲者佔17.1%；年齡介在18歲至24歲之間者佔6.9%；年齡介在25歲至44歲之間者佔16.9%；年齡介在45歲至64歲之間者佔35.3%；年齡超過65歲者佔20.5%。男性佔全市人口之45.8%，女性則佔全市人口之54.2%。

### 2000年普查
據2000年人口普查，此城市人口有198人，戶數83戶，62個家庭。人口密度為141.6人/每平方公里（369.3人/每平方英里）。此城市有97棟住宅，平均每平方公里有69.4棟住宅。此城市居民之種族中，白人佔97.98%，非裔美國人佔0.51%，美洲原住民佔0.51%，其他種族佔0.51%，混血種族則佔0.51%。而西班牙裔或拉丁裔美國人佔此城市人口的0.51%。
此城市之戶籍數計有83戶，其中擁有18歲以下孩童的住戶佔31.3%；已婚夫婦且同居的住戶佔60.2%，住戶為女性單親者佔8.4%；住戶並非一個家庭的佔25.3%。住戶為獨自一人居住的佔全戶之24.1%，其中有10.8%為65歲或以上之獨居老人。每戶住戶平均成員人數為2.39人，每個家庭平均成員人數則是2.74人。
以年齡層分類，年齡未滿18歲者佔31.3%；年齡介在18歲至24歲之間者佔6.6%；年齡介在25歲至44歲之間者佔21.2%；年齡介在45歲至64歲之間者佔26.3%；年齡超過65歲者佔20.7%。此城市居民之年齡中位數為42歲。性別比為每100名女性所對應的男性數為98.0名，如只計算18歲或以上的居民，則是每100名女性所對應的男性數為94.7名。
此城市每戶平均收入為38,500美元，每個家庭平均收入為39,583美元。男性平均收入23,750美元；女性平均收入21,250美元。此城市人均收入為15,767美元。此城市約有4.5%的家庭以及5.8%的居民低於貧窮門檻，其中18歲以下者占2.1%，65歲以上者佔4.8%。

## 外部連結
加菲爾德市
- 加菲爾德—公職人員名錄

學校
- USD 495，所在學區

地圖
- 加菲爾德市地圖（页面存档备份，存于），堪薩斯州運輸部

## 延伸閱讀
美國
- The Story of the Marking of the Santa Fe Trail by the Daughters of the American Revolution in Kansas and the State of Kansas; Almira Cordry; Crane Co; 164 pages; 1915. (Download 4MB PDF eBook)（页面存档备份，存于）
- The National Old Trails Road To Southern California, Part 1 (LA to KC); Automobile Club Of Southern California; 64 pages; 1916. (Download 6.8MB PDF eBook)